# Paul Kempeneers
Paul T.C. Kempeneers (Tienen, 9 december 1935 - 20 augustus 2025) is een Belgisch geschiedkundige en toponymist.

## Levensloop
Kempeneers deed zijn studies achtereenvolgens:
- in het Jozefietencollege in Leuven (1945-1946);
- in het O.L.Vrouwecollege in Tienen, Latijns-Griekse humaniora (1946-1953);
- in de Antwerpse Zeevaartschool (1953-1954);
- in de Provinciale Normaalschool Tienen (1954-1956), waar hij het diploma behaalde van regent in de letterkundige vakken.

Hij volbracht zijn legerdienst bij de Belgische Zeemacht (1957-1958) en fungeerde als opvoedingsofficier. Hij werd vervolgens leraar aan de Provinciale Normaalschool in Tienen (1959-1984). Hij publiceerde regelmatig didactische werken.
Op 10 augustus 1963 trouwde hij met Simone Vandervesse uit Hoegaarden. Ze kregen twee kinderen.
In 1970 stelde de stad hem als bibliothecaris aan in het Stadspark. Hij debuteerde toen met een sciencefictionboek voor de jeugd Schimmen uit de ruimte.
Hij ging toen weer studeren (1970-1977):
- graduaat in de Bibliotheekschool in Brussel
- Germaanse filologie aan de K.U.Leuven.

In 1978 nam hij een sabbatical en maakte een soloreis naar Chili en naar het Paaseiland.

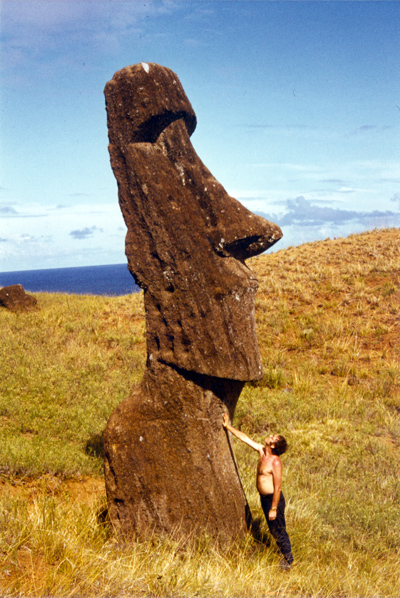
Kempeneers op Paaseiland in 1978

Onder de leiding van prof. K. Roelandts promoveerde hij in mei 1982 tot doctor in de Germaanse filologie, met een proefschrift over de Hydronymie van het Dijle- en Netebekken.
In 1984 werd hij directeur van het volwassenenonderwijs De Nobel in Tienen (1984-2001).
Hij legde zich ook toe op de geschiedenis van Tienen en op de toponymie van de gemeenten uit de regio oostelijk Brabant.
Hij werd lid van de Koninklijke Commissie voor Toponymie en Dialectologie en werkte als mederedacteur mee aan het tijdschrift Naamkunde.

## Publicaties

### Schooluitgaven
- Tijd voor taal
- Tips voor taalzuivering
- ABN-gids
- Elementaire begrippen uit de Nederlandse taalkunde
- Didactiek van het Nederlands
- Spelen met spelling
- Nederlandse Spraakkunst en Oefeningen
- ABN-tips

### Reeks Toponymica,K.U.Leuven
- Hakendover IX, 5
- Kumtich IX, 6
- Oplinter IX, 7
- Waanrode IX, 8
- Goetsenhoven IX, 9
- Oorbeek IX, 10
- Orsmaal-Gussenhoven & Melkwezer IX, 11
- Naamkunde, register 1969-1993

### Reeks Nomina geographica flandrica, KU Leuven
- Hoegaardse Plaatsnamen, XV
- Leven in Landen, XVII
- Zoutleeuw, XIX

### Koninklijke Commissie voor Toponymie en Dialectologie,Brussel
- Toponymie van Orsmaal-Gussenhoven & Melkwezer
- Toponymie van Budingen
- Toponymie van Helen-Bos
- Toponymie van Vissenaken
- Toponymie van Attenrode-Wever

### Bijdragen van hetHagelandsHistorisch Documentatiecentrum
- Cijnsboek van de hertog van Brabant in Tienen vernieuwd in 1699
- Klapper op het bevolkingsregister (1866-1890)
- Het oudste cijnsboek van Tienen

### Genealogie
- Volkstellingen in het Hageland: Glabbeek en omgeving
- Het Klokluidersboek van Aarschot
- Volkstelling in Outgaarden 1693
- De Volkstelling in Aarschot in het jaar IV (1796)
- Volkstellingen in Aarschot (1693, 1702, 1747 en 1755)
- Begijnendijk in 1791
- Gedoopt in Aarschot
- De Bevolking van Tienen in 1755

### Andere uitgaven
- Hydronymie van het Dijle- en Netebekken
- Schimmen uit de ruimte
- Tienen in Verbeelding
- Oost-Brabantse Historische Teksten
- Esperanto voor moderne mensen
- Paaseiland
- De Brabantse Folklore register 1961-1996
- Aren lezen aan de Gete
- Diverse notabele dingen
- Pito, roman van een school
- Reddelen onder de boompjes
- Tienen in vroeger tijden
- Tiense Plaatsnamen
- Thuis in Thienen
- Tiens en Hoegaards Idioticon
- Toponymie van Sint-Margriet Houtem
- Vicca van bij ons
- Oud Schrift. Lezen, begrijpen, overzetten
- Glabbeek-Zuurbemde
- Aarschot, Plaatsnamen en hun geschiedenis, 2009.
- Langdorp, Plaatsnamen en hun geschiedenis, 2011.
- Bunsbeek, Plaatsnamen en hun geschiedenis, 2014.
- Willebringen en Honsem, 2017.